# Wacław Dworzecki
Wacław Dworzecki (en russe : Вацлав Янович Дворжецкий, Vatslav Yanovitch Dvorjetski), né le 21 juillet 1910 (3 août dans le calendrier grégorien) à Kiev et mort le 11 avril 1993 à Nijni Novgorod, est un acteur soviétique.

## Filmographie
- 1978 : Le Père Serge (Отец Сергий)   d'Igor Talankine :  directeur du corps des cadets
- 1981 : À travers les ronces vers les étoiles (Через тернии к звёздам, Tcherez ternii k zvyozdam) de Richard Viktorov : Piotr Lebedev
- 1981 : Téhéran 43 (Тегеран-43) de Alexandre Alov et Vladimir Naoumov : passager dans l'avion
- 1982 : Mère Marie (Мать Мария) de Sergueï Kolossov : Boris Nikolaevski